# Wieland Niekisch
Wieland Niekisch (* 20. Februar 1957 in Löbau) ist ein deutscher Politiker (vormals CDU). Er war von 1999 bis 2009 Mitglied des Landtags von Brandenburg.

## Leben und Beruf
Nach der Berufsausbildung von 1973 bis 1975 zum Facharbeiter für Anlagentechnik war Wieland Niekisch bis 1977 bei der Evangelischen Kirche in der DDR tätig. Von 1977 bis 1980 absolvierte er das humanistische Abitur in Potsdam.
Von 1980 bis 1981 studierte Niekisch zwei Semester Theologie am Sprachenkonvikt Berlin. Wegen eines Ausreiseantrages in die Bundesrepublik Deutschland arbeitete er bis 1983 als Kirchhofsarbeiter. Anschließend studierte er bis 1987 Zeit-, Wirtschafts-, Mittelalterliche Geschichte und Theologie an der FU Berlin und schloss das Studium mit dem akademischen Grad eines Magister Artium ab. 1995 promovierte er zum Dr. phil. an der Freien Universität Berlin.
Von 1997 an war Wieland Niekisch freiberuflich im Bereich Tourismusförderung, Rhetorik- und Kommunikationstraining, Öffentlichkeitsarbeit/Werbung tätig. Von 1998 bis 1999 war er als stellvertretender Leiter des Planungsstabes des Innensenators von Berlin tätig.
Seit 2010 leitet Wieland Niekisch das Zentrum für Zeitgeschichte der Polizei an der Fachhochschule der Polizei des Landes Brandenburg.
Wieland Niekisch ist geschieden und hat zwei Kinder. Er ist evangelisch.

## Politik

### Partei
Von 1984 bis 2023 war Niekisch Mitglied der CDU. 1995 wurde er zum Kreisvorsitzenden der CDU Potsdam gewählt. Von 1998 bis 2001 war er Mitglied der Stadtverordnetenversammlung Potsdam. Am 9. Juni 2008 trat Niekisch nach massivem parteiinternem Druck unter anderem wegen eines angeblich nicht kommunizierten Beratervertrages von seinem Amt als Kreisvorsitzender der CDU Potsdam zurück. Ende Februar 2023 erklärte Niekisch seinen Austritt aus der CDU.

### Abgeordneter
Mitglied des Landtages Brandenburg war Wieland Niekisch von September 1999 bis September 2009. Er war Sprecher für Wissenschaft, Kultur und Medien und ab März 2007 war er stellvertretender Vorsitzender der CDU-Landtagsfraktion Brandenburg. Seit 2007 ist er ordentliches Mitglied im Rundfunkrat und Programmausschuss des rbb. Für die CDU-Fraktion saß er in der Landesjury zur Auswahl des Entwurfs für den Landtagsneubau in Potsdams Mitte.
Bis Oktober 2004 war er stellvertretender Vorsitzender des Ausschusses für Wissenschaft, Forschung und Kultur. Ab November 2004 war er stellvertretender Vorsitzender des Unterausschusses des Ausschusses für Haushaltskontrolle. Bei der Wahl zum 5. Brandenburger Landtag 2009 verlor Niekisch sein Mandat und schied aus dem Parlament aus.